# Otto Hans Carl von Parsenow
Otto Hans Carl von Parsenow (* um 1710 in Pommern; † 8. Dezember 1761 in Minden) war ein deutscher Verwaltungsjurist und Direktor der Kriegs- und Domänenkammer zu Minden.

## Leben
Er entstammte der adligen Familie von Parsenow und war der Sohn des Philipp Erdmann von Parsenow (1686–1752), Landrat und Landesdirektor in Vorpommern und der Magdalene Sophie von Grabow. August von Parsenow (1714–1765), Landrat des Anklamschen Kreises, war sein Bruder.
Otto Hans Carl von Parsenow schrieb sich 1728 an der Universität Jena und 1731 an der Universität Halle für das Studium der Rechtswissenschaften ein. Er begann seine berufliche Laufbahn im Kameralfach und wurde Kriegs- und Domänenrat. Im November 1747 wurde er zum Kammerdirektor in Minden ernannt.
Otto Hans Carl von Parsenow war Erbherr auf Tutow und Wittenwerder.
Der Landrat Franz Friedrich Carl von Parsenow (1763–1793) war sein Neffe.